# أحمد جاسم جمال
أحمد جاسم جمال (ولد في 1952 في المنامة، البحرين) طبيب بحريني.

## النشأة والتعليم
ولد جمال في العاصمة البحرينية المنامة في العام 1952.
تخرج من كلية الطب بجامعة بغداد في العام 1977 وتدرب في اختصاص جراحة الأنف والأذن والحنجرة في مجمع السلمانية الطبي من العام 1977 حتى 1981 ثم في بريطانيا من العام 1981 حتى 1985. نال شهادة الاختصاص وهي زمالة كلية الجراحين الملكية في إيرلندا العام 1984 وكذلك منح شهادة الزمالة التقديرية من كلية الجراحين الملكية بإدنبرة العام 1999.

## المسيرة المهنية
عين استشاريا في مجمع السلمانية الطبي العام 1985 ثم عين رئيسا لدائرة الأنف والأذن والحنجرة من العام 1987 حتى 1992 ومن العام 1998 حتى 2002. عين رئيسا للأطباء بمجمع السلمانية الطبي من أكتوبر 1995 حتى مارس 1998.
كان يعمل أستاذ مساعد ومنسق اختصاص الأنف والأذن والحنجرة بكلية الطب والعلوم الطبية بجامعة الخليج العربي منذ 1987.
يعتبر جمال مؤسس برنامج زراعة القوقعة ورئيس مركز السمع وزراعة القوقعة بوزارة الصحة وجراح زراعة القوقعة بالوزارة. كان ممثل وزارة الصحة وأحد مؤسسي المجلس العلمي لاختصاص الأذن والأنف والحنجرة وجراحة الرأس والعنق بالمجلس العربي للاختصاصات الطبية منذ العام 1995 وانتخب نائبا لرئيس المجلس لدورة 1999 - 2003 وأعيد انتخابه لدورة 2003 إلى 2007 وممثل جامعة الخليج العربي في هذا المجلس وانتخب نائب رئيس لجنة الامتحانات في يوليو 2007.
كان عضو مؤسس ونائب رئيس تحرير المجلة الطبية العلمية المسجلة عالميا «مجلة جمعية الأطباء البحرينية» منذ 1988 حتى 1997 ورئيس تحرير هذه المجلة منذ 1997. انتخب رئيسا لرابطة أطباء الأنف والأذن والحنجرة البحرينية لثلاث دورات حتى ديسمبر 2006. كان أول رئيس لجمعية الأذن والأنف والحنجرة والرأس والعنق بدول مجلس التعاون الخليجي من 1998 حتى 2001 ونائب الرئيس من 2001 إلى 2003 وأمين سر الجمعية من 2003 إلى 2005. كان رئيس رابطة الجمعيات العربية للأذن والأنف والحنجرة والرأس والعنق 2004 -2006 والأمين العام للرابطة في أبريل 2006. كان عضو اللجنة الصحية التابعة لمجلس التنمية الاقتصادية بمملكة البحرين الذي يترأسه ولي العهد سلمان بن حمد آل خليفة 2004 - 2005. كان الرئيس المنتخب لرابطة المحررين العلميين في شرق المتوسط 2004 - 2006. كان نائب رئيس جمعية الأطباء البحرينية من 2006 إلى 2008 ورئيس الجمعية من 22 مايو 2008.
نشر الكثير من البحوث العلمية في الاختصاص وقدم الكثير من المحاضرات في المؤتمرات المحلية والخليجية والعربية والعالمية من بينها مسببات الاعتلال السمعي والعلاج والتأهيل وبرنامج زراعة القوقعة الإلكترونية في مملكة البحرين ونتائجها الواعدة وجراحة الجيوب الأنفية بالمناظير وغيرها.
يعتبر جمال ممتحن لشهادة الاختصاص في جراحة الأنف والأذن والحنجرة والرأس والعنق بالمجلس العربي للاختصاصات الطبية وكلية الجراحين الملكية في إيرلندا وكلية الجراحين الملكية في أدنبرة وكلية الأطباء والجراحين في باكستان ومجلس الاختصاصات الطبية في ليبيا.
في 3 يوليو 2005 تعرض ابنه جاسم (البالغ من العمر وقتها 17 سنة) لإصابات متفرقة في الرقبة واليدين والرأس أثناء مروره بالسيارة مع صديقه خالد بالقرب من مبنى جريدة الأيام أثناء مرور مسيرة احتجاجية. وبحسب التفاصيل أن جاسم وزميله خالد مرا بالصدفة على الشارع الذي كان سالكا وغير مغلق من قبل إدارة المرور وعندما استشعرا بالمسيرة وما رافقها من تكسير وضرب وقذف للبيض ركضا رغبة في الفرار من الموقع إلا أنهما لم يسلما وهاجمها شخص ملثم تجاوز الثلاثين من عمره وأخذ يضربهما على رقبتيها وعلى أجزاء مختلفة من جسميهما. بل طال الضرب والتكسير لسيارة خالد وكسروا زجاجها الخلفي والحقوا بها أضرارا كبيرة.
في 4 أكتوبر 2011 قدم جمال إعتذاره عن البيانات التي أصدرتها جمعية الأطباء البحرينية خلال شهري فبراير ومارس الماضيين والتي تضمنت معلومات مغلوطة وغير صحيحة عن الأحداث التي وقعت في المملكة في تلك الفترة ولم يتم تحري الدقة بشأنها. وقال جمال في بيان أصدره أنه قام بإرسال خطاب إلى الأمين العام لاتحاد الأطباء العرب بجمهورية مصر العربية د. عبد المنعم أبو الفتوح لتأكيد مكالمة هاتفية سابقة في حين أرسل البيان الصادر من بعض الجمعيات الأهلية تحت عنوان «نداء» وذلك على سبيل العلم بين الأمين العام ونوابه إلا أن جمال طلب في حينه من الأمين العام إلغاء البيان المذكور لتضمنه تعابير مبالغ فيها عن الإجراءات المتخذة لتفريق المتظاهرين ومعلومات غير صحيحة مثل القصف بالطائرات والقتل الممنهج وغير ذلك وقد طلب من اتحاد الأطباء العرب تأكيد عدم الإعتراف بهذا البيان مع إلغائه نهائيا. وأضاف جمال أنه تم الرد على هذا الخطاب من قبل الأمين العام لاتحاد الاطباء العرب بتاريخ 19 أغسطس 2011 بإلغائهم للبيان المذكور واعتباره كأن لم يكن. وأكد جمال في ختام تصريحه أنه كان حريصا خلال سنوات عمله باتحاد الأطباء العرب على رفع اسم مملكة البحرين عاليا بقيادة الملك حمد بن عيسى بن سلمان آل خليفة وأنه لا يقبل أي ضرر لسمعة مملكة البحرين على أي وجه كان وإنه يعتذر عن هذا الخطأ.
في 19 مارس 2019 أعلن بيت التمويل الكويتي–البحرين عن فوز جمال بشقة مفروشة فاخرة في درة مارينا وذلك خلال سحب شهر فبراير من حساب التوفير الإستثماري «لبشارة» لعام 2019 والذي تم إجراؤه بالمقر الرئيسي في مركز البحرين التجاري العالمي تحت إشراف وزارة الصناعة والتجارة والسياحة وبحضور عدد من أعضاء الفريق الإداري.

## الحياة الشخصية
متزوج وله ولدان وبنت.